# Похитители красок
«Похитители красок» — советский рисованный мультфильм Льва Атаманова 1959 года.

## Сюжет
Ночь в магазине детских игрушек. Все игрушки мирно спят на полках. Часы бьют полночь. Просыпается Бирюзок — тюбик с голубой краской. Он влюблён в розовую краску Розиту. Бирюзок поёт ей серенаду, и Розита выходит к нему. Влюблённые тюбики начинают разговор, восхищаясь ярким разноцветным миром вокруг.
Вдруг из другой коробки появляется Чёрная краска, который недоволен тем, что на свете так мало его тёмного цвета. Он убеждает своих собратьев — Сажу, Жжённую кость и Копоть начать перекрашивать всё в чёрный цвет, а все разноцветные краски, в том числе и Розиту, утопить в бассейне. Но Бирюзок не может этого допустить: он поднимает тревогу, и все игрушки спешат на помощь. Чёрная краска тонет сам, а его помощники просят пощады.
Игрушки наводят порядок в магазине, и всё вокруг становится прежним. Бирюзок раскрашивает собой картину, испорченную чёрными красками, и остаётся голубым небом на ней, а Розита, желая воссоединиться с любимым, становится розовым восходом на голубом небе.

## Съёмочная группа
- Автор сценария — Климентий Минц
- Текст песен — Михаил Вольпин
- Режиссёр — Лев Атаманов
- Художники-постановщики — Александр Винокуров, Леонид Шварцман (в титрах И. Шварцман)
- Художники-мультипликаторы: Елена Хлудова, Виктор Лихачёв, Константин Чикин, Иван Давыдов, Владимир Пекарь, Мария Мотрук, Владимир Попов, Вячеслав Котёночкин, Николай Фёдоров
- Художники-декораторы: Дмитрий Анпилов, Елена Танненберг, Ирина Троянова
- Композитор — Арутюн Айвазян
- Оператор — Михаил Друян
- Звукооператор — Николай Прилуцкий
- Монтажёр — Лидия Кякшт
- Ассистент режиссёра — Вера Шилина
- Редактор — Раиса Фричинская

## Роли озвучивали
- Игорь Дивов — Бирюзок, голубая краска / Копоть, один из помощников Чёрной краски
- Нина Гуляева — Розита, розовая краска
- Алексей Кривченя — Чёрная краска

## Награды
- 1960 — Диплом на III МФ анимационных фильмов в Анси (Франция)